# سرگئی گالیتسکی
سرگئی نیکلایویچ گالیتسکی (به روسی: Сергей Николаевич Галицкий) (زاده ۱۴ اوت ۱۹۶۷) کارآفرین، سرمایه‌دار و مدیر ارشد اجرایی ارمنی‌تبار اهل روسیه است، که در سال ۱۹۹۷ شرکت ماگنیت را تأسیس نمود. وی در ماه مارس ۲۰۱۴ با دارایی خالص ۱۰٫۳ میلیارد دلار در رتبه ۱۳ از ثروتمندترین افراد روسیه شناخته شد.